# Steckenpferdpolo
Steckenpferdpolo ist ein gemischter Teamsport, der auf  Steckenpferden gespielt wird. Ähnlich wie bei anderen Polovarianten, wie Kanupolo, Radpolo, Kamelpolo, Elefantenpolo, Golfwagenpolo, Segwaypolo, Autopolo und Yakpolo, verwendet es die Pologrundregeln, aber auch einige Eigenregeln. Steckenpferdpolo gibt es als Kinderspiel in den klassischen Poloregionen. Eine aus einem Ulk entstandene Version wird nur von wenigen Teams in Deutschland und der Schweiz gespielt, war aber öfter Gegenstand von Medienberichten.

## Herkunft

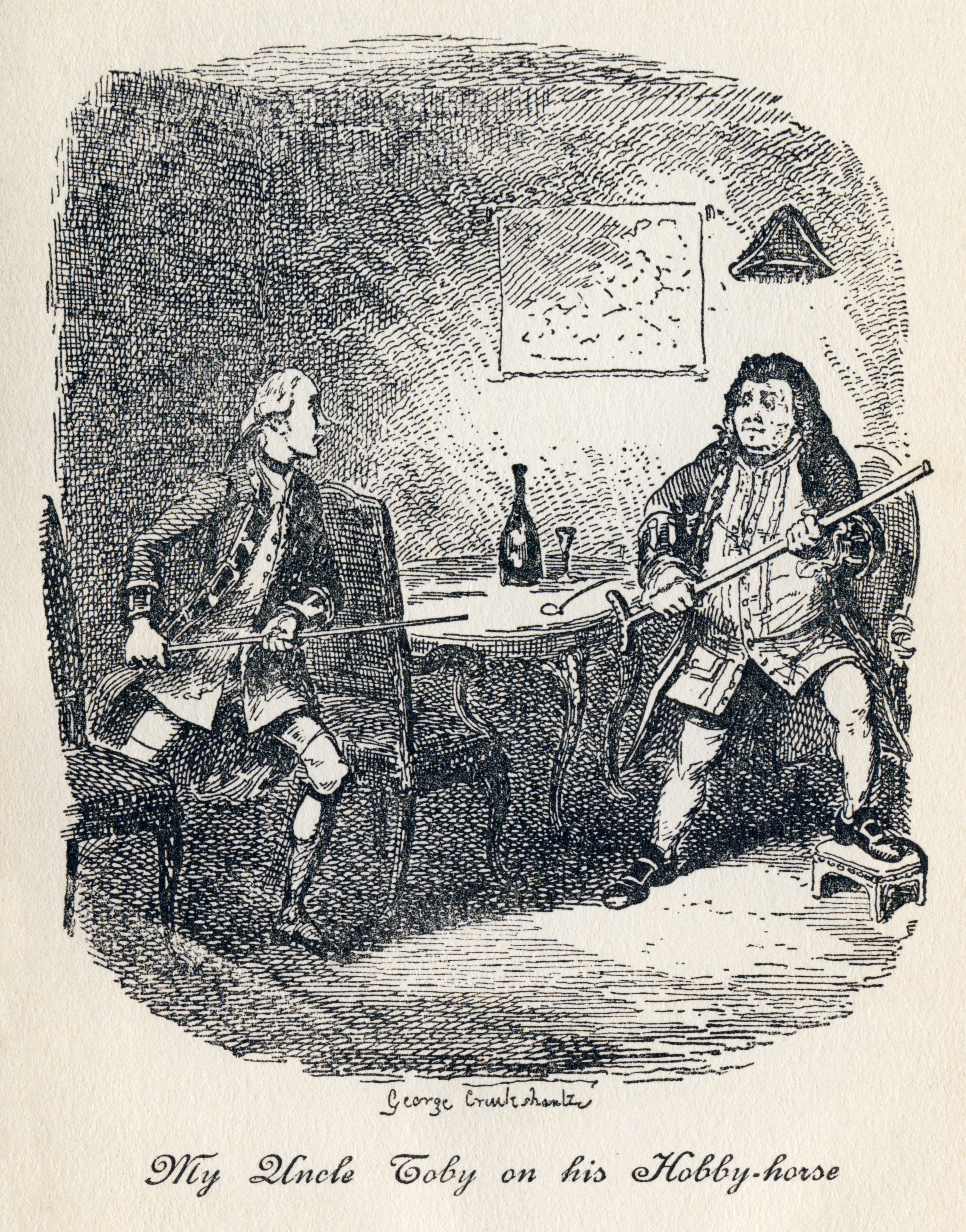
Bei dieser Darstellung aus dem Tristram Shandy werden die Steckenpferde nicht ganz regelgerecht gehalten

Hugh van Skyhawk, ein Indologe und Professor von islamischen Studien in Mainz und Islamabad, beschreibt von jungen Burschen gespieltes Steckenpferdpolo als Teil der Zeremonie des traditionellen Gindnifest (Erntevorbereitungen) in Hispar. Die 1998 in Mannheim entstandene Sportart Steckenpferdpolo begann aus einer Sektlaune und diente zum Spott über die Oberen Zehntausend in Heidelberg-Neuenheim. 2002 wurde der Erste Kurfürstlich-Kurpfälzische Polo-Club in Mannheim gegründet. Es gibt nur wenige Teams und Turniere in verschiedenen Städten Deutschlands, die Sportart wurde aber öfters Gegenstand von Medienberichten.
2013 organisierte die Grütlihüüler Guggenmusik aus Allenwinden (Baar) das erste Schweizer Steckenpferdpolo. Auch die Schweizer Variante weist einige Besonderheiten auf.

## Regeln
Ziel des Spieles ist es, Tore für die eigene Mannschaft zu erzielen. Die Tore werden traditionell mit Barhockern gekennzeichnet; es können aber auch Landhockeytore verwendet werden. Die Spieler punkten dadurch, dass sie einen kleinen, weichen Baseball in das gegnerische Tor mit einem Polostecken befördern. Jedes Spiel startet mit beiden Mannschaften in Linie hinter ihrem eigenen Tor stehend und dem Ball in der Spielfeldmitte. Auf das Kommando des Schiedsrichters (Umpire) „Polo go“ galoppieren die Mannschaften aufeinander, in einer Hand den Schläger, in der anderen das Steckenpferd, das sich zwischen den Beinen des Spielers befindet. Es ist nicht erlaubt, den Ball mit dem Fuß zu spielen oder zu stoppen.
Ein Spiel dauert sechs 6-minütige chukkas (Halbzeiten). Jede Mannschaft besteht aus sechs Spielern (abhängig von der Feldgröße und dem Spielinteresse). Die minimale Größe eines Felds ist 30 Meter lang und 15 Meter breit. Die 'Letzter Mann'-Regel impliziert, dass jeweils der letzte vor dem Tor stehende Spieler das Tor hütet. Die Schläger sollten stabil sein und sind oft an dem Verbindungsstück Hammer-Schläger mit Klebeband fixiert.
Allgemein wird empfohlen, den Ball und nicht andere Spieler zu schlagen. Fouls oder Fehler beim Galoppieren oder Nichtbefolgung der Schiedsrichterentscheidungen werden mit Strafsherrys bestraft, welche sofort getrunken werden müssen. Neben Sherry aus Schnapsgläschen wird auch Wodka, Brottrunk oder Jägermeister verordnet, je nach Geschmack des Schiedsrichters. Die deutschen Regeln erlauben auch Traben oder Hoppeln unter Alkoholeinfluss, aber nur unter einer von einem Monty Python Sketch und walking gag abgeleiteten ministeriellen Vorgabe: „Es muss aussergewöhnlich dämlich aussehen.“ Dies in seltsamem Widerspruch zum Anspruch einzelner Teams, Athletik und Rasanz paare sich bei diesem Sport mit der Anmut und Eleganz der Einheit von Reiter und Pferd.

## Helvetismen
Die Schweizer Regeln für Einwürfe, Strafstöße und Spielunterbrechungen orientieren sich am klassischen Fußball. Es gibt keine Strafsherrys, es werden Freistöße für Fouls gegeben, bei Toren muss die siegreiche Mannschaft wiehern. Nachdem die Traditionspfleger der Schweizer Kavallerie vom Kavallerieverein Zug beim ersten Schweizer Turnier teilnahmen, wurden Reitstiefel erlaubt, aber Sporen explizit verboten, ebenso die Produktion von Pferdeäpfeln durch Ross und Reiter ausgeschlossen.

## Düsseldorfer Siegerehrung
Bei den Steckenpferdpolomeisterschaften in Düsseldorf ist der Siegerpokal „kein Pokal, sondern ein Käsekuchen“. Dieser stellt eine Hommage an die besondere Siegerehrung beim berühmten Rennen Indianapolis 500 dar, bei der ein Schluck aus einer Milchflasche getrunken wird.